# That Ragtime Band
That Ragtime Band är en amerikansk komisk kortfilm från 1913 regisserad av Mack Sennett med Fatty Arbuckle.

## Skådespelare
- Ford Sterling som Prof. Smelts
- Mabel Normand som Mabel
- Nick Cogley som rivaliserande musiker
- Alice Davenport
- Roscoe 'Fatty' Arbuckle
- Raymond Hatton
- Edgar Kennedy
- Hank Mann
- Al St. John
- William Hauber som man i publiken (okrediterad)